# Excalibur (ciruela)
Excalibur es una variedad cultivar de ciruelo (Prunus domestica), de las denominadas ciruelas europeas,
una variedad de ciruela se originó en Long Ashton Research Station Bristol, en el suroeste de Inglaterra (Reino Unido), en 1970.
Las frutas tienen un tamaño grande, con un color de piel amarillo claro con tintes de rojo a anaranjado sin cubrir la superficie en su totalidad, salpicado de pruina fina blanquecina, puntos numerosos, pequeños, motas doradas, y pulpa de color ambarino, textura moderadamente firme, jugosa, con sabor bueno.

## Historia
'Excalibur' es una variedad de ciruela, originada en Long Ashton Research Station en el suroeste de Inglaterra (Reino Unido), de una polinización abierta de 'Cox's Emperor' en 1970, fue introducida en los circuitos comerciales en 1989.
'Excalibur' está cultivada en la National Fruit Collection (Colección Nacional de Fruta) de Reino Unido, con el número de accesión: 1978 - 224 y nombre de accesión : Excalibur. Recibido por "The National Fruit Trials" (Probatorio Nacional de Frutas) en 1978.

## Características
'Excalibur' árbol de tamaño mediano, vigoroso, erguido, resistente, variable en productividad. Requiere suelo ligero y una posición soleada. Presenta grandes hojas verde oscuro. Es auto estéril y necesita una variedad polinizadora para dar cosecha entre ellas 'Czar', 'Yellow Pershore', 'Damson Shropshire', 'Prune Damson Merryweather', 'Gage Jefferson', 'Gage Coe's Golden Drop', 'Mirabelle Golden Sphere' o 'Mirabelle de Nancy'. Tiene un tiempo de floración que comienza a partir del 31 de marzo con el 10% de floración, para el 2 de abril tiene una floración completa (80%), y para el 11 de abril tiene un 90% de caída de pétalos.
'Excalibur' tiene una talla de tamaño medio (peso promedio 77,60 g.), de forma ovalada a oblonga, mitades iguales, cavidad poco profunda, estrecha, abrupta, con la sutura muy poco profunda, a menudo una línea, con el ápice redondeado; Epidermis dura, que se separa fácilmente, y la piel color amarillo claro con tintes de rojo a anaranjado sin cubrir la superficie en su totalidad, salpicado de pruina fina blanquecina, puntos numerosos, pequeños, motas doradas; Pedúnculo de longitud medio (promedio 19.97 mm), calibre medio, muy pubescente, bien adherido al fruto;pulpa de color ambarino, textura moderadamente firme, jugosa, con sabor bueno.
Hueso semi libre, de forma ovalada alargada, aplanada, las superficies rugosas y profundamente picadas, estrechándose hacia la base y el ápice, sutura ventral fuertemente surcada, con un ala distinta pero no prominente, y la sutura dorsal generalmente ancha y profundamente acanalada.
Su tiempo de recogida de cosecha se inicia en su maduración en la tercera decena de agosto y primera de diciembre.

## Usos
Uso como postre fresco en mesa.